# Fawdjdar
Fawdjdar fou un títol mogol donat a un funcionari que administrava civil i militarment un sarkar (districte o cercle) de l'Imperi mogol de l'Índia. Van existir fins a la seva substitució per forces policials manades per britànics al final del segle xviii.
Derivaria del càrrec existent sota el sultanat de Delhi, en què els fawdjdars eren funcionaris establerts a les fortaleses de les rutes amb funcions de control d'aquestes i alguns atribucions judicials (a diferència dels kotwals que eren una mena de policies i els shikdars que eren governadors civils). Sota els mogols els shikdars foren substituïts pels fawdjdars sense perdre aquestos les seves funcions anteriors. El fawdjdar venia després del governador provincial o subadar. El fawdjdar ajudava als recaptadors (amalguzars) i als amins (controladors fiscals) en la recaptació de les taxes dels zamindaris (terratinents) i les seves facultats judicials es van ampliar progressivament; en alguns casos se sap que el càrrec de fawdjdar i el d'amin eren exercits per la mateixa persona. Al segle xvii els fawdjdars dels districtes fronterers s'anomenaven ghalwals.